# Сърфборд
Сърфборд (на английски: Surfboard) е дълга дъска, употребявана в спорта сърфинг. Дъските обикновено са леки, но здрави, така че могат да издържат тежестта на човек, който е прав на тях. Изобретени са в Хаваи с използването на местни дървета.
Модерните сърфбордове са направени от полиуретан или полистирен, покрити със слой от стъклопласт.